# فريدي واشنطن
فريدي واشنطن (بالإنجليزية: Freddie Washington)‏ هو موسيقي أمريكي، ولد في 1950 في الولايات المتحدة.

## وصلات خارجية
- الموقع الرسمي
- فريدي واشنطن على موقع ميوزك برينز (الإنجليزية)
- فريدي واشنطن على موقع أول ميوزيك (الإنجليزية)
- فريدي واشنطن على موقع ديسكوغز (الإنجليزية)